# 2018-as U17-es labdarúgó-Európa-bajnokság
A 2018-as U17-es labdarúgó-Európa-bajnokságot Angliában rendezik 2018 májusában 16 csapat részvételével. A mérkőzések 2×40 percesek. A spanyolok a címvédők.

## Résztvevők
A házigazda Anglia mellett a következő 15 válogatott vesz részt:
| Nemzet              | Részvételi jog               | Európa-bajnoki részvételek száma | Utolsó részvétel | Előző/legjobb eredmény     |
| ------------------- | ---------------------------- | -------------------------------- | ---------------- | -------------------------- |
| Anglia              | Rendező                      | 13                               | 2017             | Bajnok (2010, 2014)        |
| Szerbia             | Elitkör, 1. csoport győztes  | 7                                | 2017             | Negyeddöntő: (2002)        |
| Spanyolország       | Elitkör, 1. csoport második  | 12                               | 2017             | Bajnok: (2007, 2008, 2017) |
| Svédország          | Elitkör, 2. csoport győztese | 3                                | 2016             | Elődöntő: (2013)           |
| Belgium             | Elitkör, 2. csoport második  | 6                                | 2016             | Elődöntő: (2007, 2015)     |
| Írország            | Elitkör, 3. csoport győztese | 4                                | 2017             | Negyeddöntő: (2017)        |
| Svájc               | Elitkör, 4. csoport győztese | 8                                | 2014             | Bajnok: (2002)             |
| Portugália          | Elitkör, 4. csoport második  | 7                                | 2016             | Bajnok: (2003, 2016)       |
| Hollandia           | Elitkör, 5. csoport győztese | 12                               | 2017             | Bajnok: (2011, 2012)       |
| Olaszország         | Elitkör, 5. csoport második  | 8                                | 2017             | Döntő: (2013)              |
| Bosznia-Hercegovina | Elitkör, 6. csoport győztese | 3                                | 2017             | Csoportkör: (2016, 2017)   |
| Dánia               | Elitkör, 6. csoport második  | 5                                | 2016             | Elődöntő: (2011)           |
| Szlovénia           | Elitkör, 7. csoport győztese | 3                                | 2015             | Csoportkör: (2012, 2015)   |
| Izrael              | Elitkör, 7. csoport második  | 3                                | 2005             | Csoportkör: (2003, 2005)   |
| Norvégia            | Elitkör, 8. csoport győztese | 2                                | 2017             | Csoportkör: (2017)         |
| Németország         | Elitkör, 8. csoport második  | 11                               | 2017             | Bajnok: (2009)             |

## Helyszínek
| Rotherham                                          | Chesterfield     | Walsall                         |
| New York Stadium                                   | Proact Stadium   | Bescot Stadium                  |
| Férőhely: 12,023                                   | Férőhely: 10,504 | Férőhely: 11,300                |
|                                                    |                  |                                 |
| Rotherham Chesterfield Walsall Burton Loughborough |                  |                                 |
| Burton                                             | Burton           | Loughborough                    |
| Pirelli Stadium                                    | St George's Park | Loughborough University Stadion |
| Férőhely: 6,912                                    | Férőhely: 1,500  | Férőhely: 3,300                 |
|                                                    |                  |                                 |

## Csoportkör
A sorrend meghatározása
A csapatokat a pontok száma alapján rangsorolták (3 pont egy győzelem, 1 pont egy döntetlen, 0 pont egy vereség). Az Európa-bajnokság csoportjaiban ha két vagy több csapat a csoportmérkőzések után azonos pontszámmal állt, a következő pontok alapján kellett megállapítani a sorrendet (a versenyszabályzat 17.01. és 17.02. pontja alapján):
1. több szerzett pont az azonosan álló csapatok között lejátszott mérkőzéseken
2. jobb gólkülönbség az azonosan álló csapatok között lejátszott mérkőzéseken (ha kettőnél több csapat áll azonos pontszámmal)
3. több szerzett gól az azonosan álló csapatok között lejátszott mérkőzéseken (ha kettőnél több csapat áll azonos pontszámmal)
4. Ha a felsorolt első három pont alapján két, vagy több csapat még mindig holtversenyben állt, akkor az első három pontot mindaddig alkalmazni kellett, ameddig nem volt eldönthető a sorrend. Ha a sorrend nem dönthető el, akkor az 5–9. pontok alapján állapították meg a sorrendet
5. jobb gólkülönbség az összes csoportmérkőzésen
6. több szerzett gól az összes csoportmérkőzésen
7. ha két csapat a felsorolt első hat pont alapján holtversenyben állt úgy, hogy az utolsó csoportmérkőzést egymás ellen játszották (azaz az utolsó csoportmérkőzés, amelyet egymás ellen lejátszottak, döntetlen lett, és a pontszámuk, összesített gólkülönbségük, az összes szerzett góljuk száma is azonos) és nincs harmadik csapat, amely velük azonos pontszámmal állt, akkor közöttük büntetőrúgások döntöttek a sorrendről.
8. kevesebb büntetőpont, amely a sárga és piros lapok számán alapul (piros lap = 3 points, sárga lap = 1 point, egy mérkőzésen két sárga lap és kiállítás = 3 points);
9. jobb koefficines a selejtező sorsolásakor;
10. sorsolás

A kezdési időpontok helyi idő szerint értendők.

### A csoport
| Hely. | Csapat      | M | Gy | D | V | G+ | G– | Gk | P | Továbbjutás              |
| ----- | ----------- | - | -- | - | - | -- | -- | -- | - | ------------------------ |
| 1.    | Olaszország | 3 | 2  | 0 | 1 | 5  | 2  | +3 | 6 | Egyenes kieséses szakasz |
| 2.    | Anglia (H)  | 3 | 2  | 0 | 1 | 4  | 3  | +1 | 6 | Egyenes kieséses szakasz |
| 3.    | Svájc       | 3 | 2  | 0 | 1 | 4  | 2  | +2 | 6 |                          |
| 4.    | Izrael      | 3 | 0  | 0 | 3 | 1  | 7  | −6 | 0 |                          |

| 2018. május 4. 13:00 |

| Olaszország           | 2–0               | Svájc |
| --------------------- | ----------------- | ----- |
| Greco 22' Vergani 64' | (1–0) Jegyzőkönyv |       |

| St George's Park, Burton Játékvezető: Zbyněk Proske (cseh) |

| 2018. május 4. 19:00 |

| Anglia                        | 2–1               | Izrael |
| ----------------------------- | ----------------- | ------ |
| Doyle 29' (11-esből) Daly 61' | (1–1) Jegyzőkönyv |        |

| Proact Stadium, Chesterfield Játékvezető: Halil Umut Meler (török) |

| 2018. május 7. 12:30 |

| Svájc                      | 3–0               | Izrael |
| -------------------------- | ----------------- | ------ |
| Mambimbi 10' 38' Tushi 47' | (2–0) Jegyzőkönyv |        |

| St George's Park, Burton Játékvezető: Juri Frischer (észt) |

| 2018. május 7. 15:00 |

| Anglia                          | 2–1             | Olaszország  |
| ------------------------------- | --------------- | ------------ |
| Appiah 64' Doyle 69' (11-esből) | (–) Jegyzőkönyv | Riccardi 14' |

| Bescot Stadium, Walsall Játékvezető: Vilhjalmur Thorarinsson (izraeli) |

| 2018. május 10. 19:00 |

| Svájc          | 1–0               | Anglia |
| -------------- | ----------------- | ------ |
| Mambimbi 40+1' | (1–0) Jegyzőkönyv |        |

| New York Stadium, Rotherham Játékvezető: Horatiu Fesnic (román) |

| 2018. május 10. 19:00 |

| Izrael | 0–2               | Olaszország             |
| ------ | ----------------- | ----------------------- |
|        | (0–0) Jegyzőkönyv | Gyabuaa 48' Vergani 55' |

| St George's Park, Burton Játékvezető: Tihomir Pejin (horvát) |

### B csoport
| Hely. | Csapat     | M | Gy | D | V | G+ | G– | Gk | P | Továbbjutás              |
| ----- | ---------- | - | -- | - | - | -- | -- | -- | - | ------------------------ |
| 1.    | Norvégia   | 3 | 2  | 1 | 0 | 4  | 1  | +3 | 7 | Egyenes kieséses szakasz |
| 2.    | Svédország | 3 | 2  | 0 | 1 | 4  | 2  | +2 | 6 | Egyenes kieséses szakasz |
| 3.    | Portugália | 3 | 1  | 1 | 1 | 4  | 1  | +3 | 4 |                          |
| 4.    | Szlovénia  | 3 | 0  | 0 | 3 | 0  | 8  | −8 | 0 |                          |

| 2018. május 4. 13:00 |

| Portugália | 0–0               | Norvégia |
| ---------- | ----------------- | -------- |
|            | (0–0) Jegyzőkönyv |          |

| Bescot Stadium, Walsall Játékvezető: Dennis Higler (holland) |

| 2018. május 4. 19:00 |

| Szlovénia | 0–2               | Svédország           |
| --------- | ----------------- | -------------------- |
|           | (0–2) Jegyzőkönyv | Hammar 7' Nygren 23' |

| St George's Park, Burton Játékvezető: Robert Harvey (ír) |

| 2018. május 7. 12:30 |

| Norvégia       | 2–1               | Svédország |
| -------------- | ----------------- | ---------- |
| Rekdal 39' 69' | (1–1) Jegyzőkönyv | Hammar 5'  |

| Pirelli Stadium, Burton Játékvezető: Horatiu Fesnic (román) |

| 2018. május 7. 15:00 |

| Szlovénia | 0–4               | Portugália                                  |
| --------- | ----------------- | ------------------------------------------- |
|           | (0–2) Jegyzőkönyv | Correia 17' Silva 35' Ribeiro 62' Ramos 79' |

| Proact Stadium, Chesterfield Játékvezető: Tihomir Pejin (horvát) |

| 2018. május 10. 13:00 |

| Norvégia           | 2–0               | Szlovénia |
| ------------------ | ----------------- | --------- |
| Cornic 32' Aga 38' | (2–0) Jegyzőkönyv |           |

| Loughborough University Stadion, Loughborough Játékvezető: Robert Harvey (ír) |

| 2018. május 10. 13:00 |

| Svédország   | 1–0               | Portugália |
| ------------ | ----------------- | ---------- |
| Wikström 16' | (1–0) Jegyzőkönyv |            |

| Pirelli Stadium, Burton Játékvezető: Juri Frischer (észt) |

### C csoport
| Hely. | Csapat              | M | Gy | D | V | G+ | G– | Gk | P | Továbbjutás              |
| ----- | ------------------- | - | -- | - | - | -- | -- | -- | - | ------------------------ |
| 1.    | Belgium             | 3 | 3  | 0 | 0 | 7  | 0  | +7 | 9 | Egyenes kieséses szakasz |
| 2.    | Írország            | 3 | 2  | 0 | 1 | 3  | 2  | +1 | 6 | Egyenes kieséses szakasz |
| 3.    | Bosznia-Hercegovina | 3 | 1  | 0 | 2 | 3  | 8  | −5 | 3 |                          |
| 4.    | Dánia               | 3 | 0  | 0 | 3 | 2  | 5  | −3 | 0 |                          |

| 2018. május 5. 12:30 |

| Dánia                          | 2–3               | Bosznia-Hercegovina           |
| ------------------------------ | ----------------- | ----------------------------- |
| Dyhr 7' Kirkeby 71' (11-esből) | (1–0) Jegyzőkönyv | Memišević 47' 72' Nikolić 76' |

| Loughborough University Stadion, Loughborough Játékvezető: Juri Frischer (észt) |

| 2018. május 5. 17:45 |

| Írország | 0–2               | Belgium                  |
| -------- | ----------------- | ------------------------ |
|          | (0–1) Jegyzőkönyv | Sidibe 34' Vertessen 68' |

| Loughborough University Stadion, Loughborough Játékvezető: Vilhjalmur Thorarinsson (izlandi) |

| 2018. május 8. 13:00 |

| Írország  | 1–0               | Dánia |
| --------- | ----------------- | ----- |
| Parrot 4' | (1–0) Jegyzőkönyv |       |

| St George's Park, Burton Játékvezető: Zbynek Proske (cseh) |

| 2018. május 8. 19:00 |

| Bosznia-Hercegovina | 0–4               | Belgium                                       |
| ------------------- | ----------------- | --------------------------------------------- |
|                     | (0–2) Jegyzőkönyv | Vertessen 17' Mpie 29' Rankić 63' Lemoine 79' |

| New York Stadium, Rotherham Játékvezető: Dennis Higler (holland) |

| 2018. május 11. 13:00 |

| Bosznia-Hercegovina | 0–2               | Írország               |
| ------------------- | ----------------- | ---------------------- |
|                     | (0–0) Jegyzőkönyv | Parrott 69' Idah 80+4' |

| St George's Park, Burton Játékvezető: Halil Umut Meler (török) |

| 2018. május 11. 13:00 |

| Belgium  | 1–0               | Dánia |
| -------- | ----------------- | ----- |
| Doku 30' | (1–0) Jegyzőkönyv |       |

| Proact Stadium, Chesterfield Játékvezető: Zbyněk Proske (cseh) |

### D csoport
| Hely. | Csapat        | M | Gy | D | V | G+ | G– | Gk | P | Továbbjutás              |
| ----- | ------------- | - | -- | - | - | -- | -- | -- | - | ------------------------ |
| 1.    | Hollandia     | 3 | 3  | 0 | 0 | 7  | 0  | +7 | 9 | Egyenes kieséses szakasz |
| 2.    | Spanyolország | 3 | 2  | 0 | 1 | 6  | 3  | +3 | 6 | Egyenes kieséses szakasz |
| 3.    | Németország   | 3 | 1  | 0 | 2 | 4  | 8  | −4 | 3 |                          |
| 4.    | Szerbia       | 3 | 0  | 0 | 3 | 0  | 6  | −6 | 0 |                          |

| 2018. május 5. 15:00 |

| Németország | 0–3               | Hollandia                                |
| ----------- | ----------------- | ---------------------------------------- |
|             | (0–2) Jegyzőkönyv | Redan 18' (11-esből) 39' Summerville 41' |

| Bescot Stadium, Walsall Játékvezető: Tihomir Pejin (horvát) |

| 2018. május 5. 17:45 |

| Szerbia | 0–1               | Spanyolország |
| ------- | ----------------- | ------------- |
|         | (0–0) Jegyzőkönyv | García 68'    |

| Pirelli Stadium, Burton Játékvezető: Horatiu Fesnic (román) |

| 2018. május 8. 13:00 |

| Szerbia | 0–3               | Németország                 |
| ------- | ----------------- | --------------------------- |
|         | (0–3) Jegyzőkönyv | Bozdogan 18' Dajaku 24' 37' |

| Loughborough University Stadion, Loughborough Játékvezető: Robert Harvey (ír) |

| 2018. május 8. 19:00 |

| Hollandia           | 2–0               | Spanyolország |
| ------------------- | ----------------- | ------------- |
| Redan 13' Tenas 68' | (1–0) Jegyzőkönyv |               |

| Pirelli Stadium, Burton Játékvezető: Halil Umut Meler (török) |

| 2018. május 11. 19:00 |

| Hollandia       | 2–0               | Szerbia |
| --------------- | ----------------- | ------- |
| Brobbey 26' 55' | (1–0) Jegyzőkönyv |         |

| Loughborough University Stadion, Loughborough Játékvezető: Vilhjalmur Thorarinsson (izlandi) |

| 2018. május 11. 19:00 |

| Spanyolország                                              | 5–1               | Németország |
| ---------------------------------------------------------- | ----------------- | ----------- |
| García 2' Mortimer 15' Baena 46' Touaizi 65' Gutiérrez 79' | (2–0) Jegyzőkönyv | García 68'  |

| Bescot Stadium, Walsall Játékvezető: Dennis Higler (holland) |

## Egyenes kieséses szakasz
Az egyenes kieséses szakaszban döntetlen esetén nincs hosszabbítás, hanem a rendes játékidő letelte után rögtön büntetőrúgások következnek.
|  |              |               |              |           |       |             |             |           |  |  |       |       |       |
|  | Negyeddöntők | Negyeddöntők  | Negyeddöntők |           |       | Elődöntők   | Elődöntők   | Elődöntők |  |  | Döntő | Döntő | Döntő |
|  | Negyeddöntők | Negyeddöntők  | Negyeddöntők |           |       | Elődöntők   | Elődöntők   | Elődöntők |  |  | Döntő | Döntő | Döntő |
|  | május 13.    |               |              |           |       |             |             |           |  |  |       |       |       |
|  |              |               |              |           |       |             |             |           |  |  |       |       |       |
|  | A1           | Olaszország   | 1            |           |       |             |             |           |  |  |       |       |       |
|  | A1           | Olaszország   | 1            | május 17. |       |             |             |           |  |  |       |       |       |
|  | B2           | Svédország    | 0            |           |       |             |             |           |  |  |       |       |       |
|  | B2           | Svédország    | 0            |           |       | Olaszország | Olaszország | 2         |  |  |       |       |       |
|  | május 14.    |               |              |           |       | Olaszország | Olaszország | 2         |  |  |       |       |       |
|  |              |               | Belgium      | Belgium   | 1     |             |             |           |  |  |       |       |       |
|  | C1           | Belgium       | Belgium      | Belgium   | 1     | 2           |             |           |  |  |       |       |       |
|  | C1           | Belgium       |              |           |       | 2           | május 20.   |           |  |  |       |       |       |
|  | D2           | Spanyolország | 1            |           |       |             |             |           |  |  |       |       |       |
|  | D2           | Spanyolország | 1            |           |       | Olaszország | Olaszország | 2 (1)     |  |  |       |       |       |
|  | május 13.    |               |              |           |       | Olaszország | Olaszország | 2 (1)     |  |  |       |       |       |
|  |              |               | Hollandia    | Hollandia | 2 (4) |             |             |           |  |  |       |       |       |
|  | B1           | Norvégia      | Hollandia    | Hollandia | 2 (4) | 0           |             |           |  |  |       |       |       |
|  | B1           | Norvégia      | május 17.    |           |       | 0           |             |           |  |  |       |       |       |
|  | A2           | Anglia        | 2            |           |       |             |             |           |  |  |       |       |       |
|  | A2           | Anglia        | 2            |           |       | Anglia      | Anglia      | 0 (5)     |  |  |       |       |       |
|  | május 14.    |               |              |           |       | Anglia      | Anglia      | 0 (5)     |  |  |       |       |       |
|  |              |               | Hollandia    | Hollandia | 0 (6) |             |             |           |  |  |       |       |       |
|  | D1           | Hollandia     | Hollandia    | Hollandia | 0 (6) | 1 (5)       |             |           |  |  |       |       |       |
|  | D1           | Hollandia     |              |           |       |             |             |           |  |  |       |       |       |
|  | C2           | Írország      | 1 (4)        |           |       |             |             |           |  |  |       |       |       |
|  | C2           | Írország      | 1 (4)        |           |       |             |             |           |  |  |       |       |       |
|  |              |               |              |           |       |             |             |           |  |  |       |       |       |

### Negyeddöntők
| 2018. május 13. 14:00 |

| Olaszország | 1–0               | Svédország |
| ----------- | ----------------- | ---------- |
| Vergani 4'  | (1–0) Jegyzőkönyv |            |

| New York Stadium, Rotherham Játékvezető: Dennis Higler (holland) |

| 2018. május 13. 18:00 |

| Norvégia | 0–2               | Anglia                 |
| -------- | ----------------- | ---------------------- |
|          | (0–1) Jegyzőkönyv | Duncan 14' Amaechi 49' |

| Pirelli Stadium, Burton Játékvezető: Juri Frischer (észt) |

| 2018. május 14. 13:00 |

| Belgium                | 2–1               | Spanyolország |
| ---------------------- | ----------------- | ------------- |
| Vertessen 41' Mpie 49' | (0–1) Jegyzőkönyv | Baena 8'      |

| Bescot Stadium, Walsall Játékvezető: Robert Harvey (ír) |

| 2018. május 14. 19:00 |

| Hollandia                                | 1–1               | Írország                            |
| ---------------------------------------- | ----------------- | ----------------------------------- |
| Van Gelderen 62'                         | (0–0) Jegyzőkönyv | Parrott 64'                         |
| Büntetőpárbaj                            |                   |                                     |
| Burger Ihattaren Brobbey J. Timber Redan | 5–4               | Idah Parrott Murphy Knight Thompson |

| Proact Stadium, Chesterfield Játékvezető: Zbynek Proske (cseh) |

### Elődöntők
| 2018. május 17. 13:00 |

| Olaszország             | 2–1               | Belgium       |
| ----------------------- | ----------------- | ------------- |
| Gyabuaa 31' Vergani 71' | (1–0) Jegyzőkönyv | Vertessen 57' |

| New York Stadium, Rotherham Játékvezető: Vilhjalmur Thorarinsson (izlandi) |

| 2018. május 17. 19:00 |

| Anglia                                            | 0–0               | Hollandia                                            |
| ------------------------------------------------- | ----------------- | ---------------------------------------------------- |
|                                                   | (0–0) Jegyzőkönyv |                                                      |
| Büntetőpárbaj                                     |                   |                                                      |
| John-Jules Daly Saka Ashby-Hammond Appiah Balogun | 5–6               | Burger Ihattaren Hendriks Tavsan J. Timber Q. Timber |

| Proact Stadium, Chesterfield Játékvezető: Horatiu Fesnic (román) |

### Döntő
| 2018. május 20. 19:00 |

| Olaszország            | 2–2               | Hollandia                           |
| ---------------------- | ----------------- | ----------------------------------- |
| Ricci 61' Riccardi 63' | (0–0) Jegyzőkönyv | Maduro 46' Brobbey 74'              |
| Büntetőpárbaj          |                   |                                     |
| Armini Vergani Greco   | 1–4               | Burger Ihattaren J. Maduro Hendriks |

| New York Stadium, Rotherham Játékvezető: Halil Umut Meler (török) |

| A 2018-as U17-es labdarúgó-Európa-bajnokság győztese |
| ---------------------------------------------------- |
| HOLLANDIA 3. cím                                     |

## Gólszerzők
4 gólos
| - Yorbe Vertessen | - Edoardo Vergani |  |

3 gólos
| - Brian Brobbey - Daishawn Redan | - Troy Parrott - Felix Mambimbi |  |

2 gólos
| - Jamie Yayi Mpie - Malik Memišević - Tommy Doyle - Leon Dajaku | - Manu Emmanuel Gyabuaa - Alessio Riccardi - Thomas Rekdal - Alejandro Baena | - Eric García - Fredrik Hammar |

1 gólos
| - Jérémy Doku - Gabriel Lemoine - Sekou Sidibe - Nemanja Nikolić - Nikolas Dyhr - Andreas Kirkeby - Xavier Amaechi - Arvin Appiah - Matty Daly - Bobby Duncan | - Can Bozdogan - Dan Lugassy - Jean Freddi Greco - Samuele Ricci - Jurriën Maduro - Crysencio Summerville - Liam van Gelderen - Oscar Aga - Leo Cornic - Félix Correia | - Gonçalo Ramos - Eduardo Ribeiro - Bernardo Silva - Adam Idah - Miguel Gutiérrez - Nils Mortimer - Nabil Touaizi - Benjamin Nygren - Rasmus Wikström - Tician Tushi |

öngólos
| - Stefan Rankić (Belgium ellen) | - Eric García (Németország ellen) | - Arnau Tenas (Hollandia ellen) |